# Un billete de lotería
Un billete de lotería (Un Billet de loterie. Le Numéro 9672) es una novela del escritor francés Julio Verne aparecida de manera seriada en la Magasin d’Éducation et de Récréation desde el 1 de enero hasta el 1 de noviembre de 1886, y como libro el 4 de noviembre del mismo año.
Antes de irse a la mar, un pescador noruego compra un billete de lotería esperando poder casarse aprovechando el dinero del premio. Sin embargo, una desgracia amenaza su vida y tiene intranquila a su amada Hulda. Éste y “El rayo verde” son los únicos viajes extraordinarios con un tema romántico.

## Personajes
- Hulda: Atiende la posada de su madre, y espera a su prometido Olie para casarse con él.
- Olie: Pescador noruego. Todo parece indicar que muere junto a su tripulación en el barco “Viken”, de regreso a su casa.
- Sra. Hansen: Madre de Joel y Hulda. Absorta en sus problemas.
- Joel: Guía de turistas, hermano de Hulda y mejor amigo de Olie.
- Siegfried: Prometida de Joel,. Planea casarse una vez casada Hulda, su mejor amiga.
- Sysvius Hog: Visitante de la Posada que pone sus influencias al servicio de la busca de Olie.
- Edgardo Help: Armador y dueño del “Viken”. Buscará su embarcación, pero sobre todo a Olie.

## Argumento

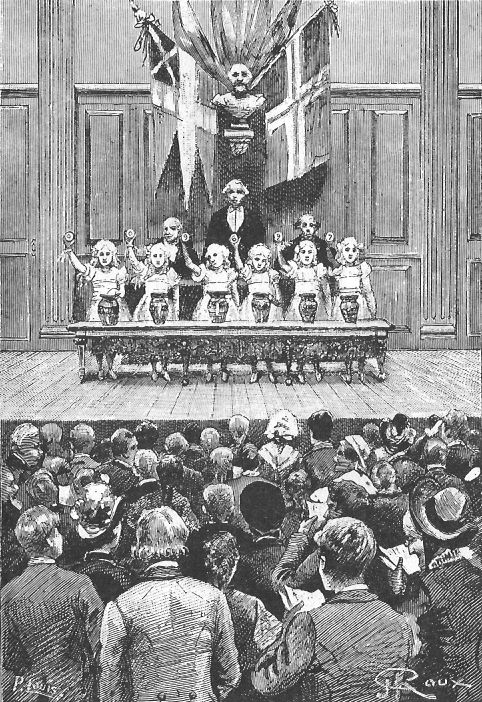
Sorteo del billete de lotería.

La Sra. Hansen, madre de Joel y de Hulda, vive una pesadilla financiera cada vez más fuerte, sin poder explicarles lo que pasa a sus angustiados hijos, que viven a la espera de Olie, el mejor amigo de Joel y prometido de Hulda. Olie lleva un año pescando cerca de Terranova (Canadá). Antes de salir, compra un billete de lotería que cree que cambiará para bien su destino y el de Hulda.
Mientras, en Noruega, Hulda espera el regreso de su prometido mientras atiende a un extraño y déspota sujeto. La última carta de Olie da fecha del 10 de mayo como la del regreso del pescador; sin embargo, pasan los días y Olie no regresa. Joel, que es guía turístico y no puede casarse con su novia Siegfried mientras no regrese su amigo Olie, en uno de sus viajes decide llevar a su hermana, a la que ve cada vez más triste. Durante el viaje, ven al señor Hog, que, imprudentemente, ha trepado a un acantilado. Los jóvenes rescatan a Hog cuando éste resbalaba ya, y se ha lastimado una pierna. Lo llevan a la posada, donde pasará una larga estancia. Hog resulta ser un influyente político, y, al ver la desesperación de la pobre Hulda, presiona a la armadora para buscar a “El Viken”, el barco de Olie, que todo parece indicar que está hundido. Help, el dueño de la compañía solo logra encontrar una botella con un billete de lotería en el que Olie ha escrito despidiéndose de Hulda.
Hulda cree muerto a Olie, y Joel y el Sr. Hog (que ve en los muchachos la familia que nunca tuvo) tratan de animarla. Para hacerlo, el Sr. Hog se deja entrevistar para que la noticia de la joven se conozca y den noticias del barco en cualquier lugar del mundo. La noticia se esparce, y el “billete de lotería” ahora es un objeto raro que muchos coleccionistas desean, y ofrecen sumas enormes de dinero por él.
Uno de estas personas que desea el billete es Sandgoist, el raro sujeto que pasó un tiempo en la posada, que resulta ser el dueño de la hipoteca de ésta, ya que la Sra Hansen había invertido la hipoteca en un negocio que no funcionó. La sra. Hansen obliga a su hija a darle el billete. Hulda acepta sabiendo que es la única manera de salvar la posada. Sin embargo, cuando los coleccionistas se enteran de que el billete está en manos de un agiotista usurero, dejan de ofrecer dinero por él, de manera que no puede cobrar los 50.000 francos que esperaba obtener.
El día del sorteo, el Sr Hog lleva a los dos hermanos a verlo y, sorprendentemente, se cumple la predicción de Olie: ese número resulta premiado. Una voz conocida dice tener el boleto: es Olie, que acaba de ser rescatado de una pequeña isla con algunos compañeros que lograron remontar la tormenta en un pequeño bote.

## Capítulos
La novela consta de 20 capítulos sin título.

## Temas vernianos tratados

### Romanticismo
Junto con "El rayo verde", son las únicas novelas de Jules Verne con un corte romántico. Ésta es mucho más trágica. "El rayo verde" se clasifica como comedia romántica.

### Riquezas
A lo largo de su obra, Jules Verne manifestó desdén por las riquezas, por lo que resulta extraño basar una historia en un billete de lotería que además suponga un final feliz. Este planteamiento es diametralmente opuesto al de la versión original de "El volcán de Oro", en la que la busca del preciado metal trae la desdicha a los protagonistas.